# Lavochkin La-250
Il Lavochkin La-250 Anakonda (in cirillico Лавочкин Ла-250 Анаконда) era un caccia intercettore bimotore a getto dotato di ala a delta, progettato dall'OKB 301 diretto da Semën Alekseevič Lavočkin e sviluppato in Unione Sovietica negli anni cinquanta.
Rimasto allo stadio di prototipo, il suo sviluppo venne interrotto a seguito di alcuni incidenti dopo soli cinque esemplari realizzati.
Fu l'ultimo progetto prima che l'OKB 301 venisse chiuso a causa della sopraggiunta morte di Lavočkin. Il progetto non fu in grado di imporsi sulla concorrenza dei rivali Yakovlev Yak-28 e Tupolev Tu-28 e quindi non si arrivò alla produzione in serie.

## Storia del progetto
Nella metà degli anni cinquanta, apparve evidente che i caccia subsonici armati di cannoncini come lo Yakovlev Yak-25 sarebbero stati incapaci di affrontare la nuova generazione di bombardieri strategici. Quindi, nel 1953 l'OKB Lavochkin propose l'aggiunta di missili aria-aria al sistema di difesa aerea Berkut. Avendo come obiettivo la difesa di Mosca, il sistema Berkut consisteva in una serie di radar e missili terra-aria come anche intercettori basati su strutture di controllo al suolo. Il missile proposto da Lavochkin, il G-300 utilizzava un sistema di guida basato su valvole termoioniche ed era così pesante (intorno ai 1 000 kg) che nessun caccia sovietico sarebbe stato in grado di trasportarlo. Invece, un bombardiere Tupolev Tu-4 (versione sovietica del Boeing B-29 Superfortress) fu modificato per trasportare quattro G-300 sotto le ali, e l'intero sistema fu denominato G-310. Con tutti questi accorgimenti, il G-300 avrebbe avuto un raggio d'azione di 15 km e una altezza operativa massima di 20 000 m. Dopo che il G-310 fece dieci voli nel 1952, il sistema venne abbandonato perché poco pratico.
Nel novembre 1952, il governo sovietico ordinò lo sviluppo del Kompleks K-15 (Complesso K-15, un termine analogo al concetto di "sistema d'arma" dell'United States Air Force). Il K-15 consisteva nell'"intercettore 250" (più tardi designato La-250) in grado di portare missili guidati "Type 275". Il La-250 avrebbe dovuto essere capace di intercettare aerei che volavano a 1 250 km/h, (Mach 1,18) a una quota di 20 000 m e una distanza di 500 km dall'aeroporto. Il missile "275", secondo i dati progettuali, doveva pesare 870 kg e, spinto da un motore a propellente liquido, avrebbe superato la velocità di 3 900 km/h con una testata convenzionale pesante 125 kg, avente un raggio di letalità di 50 m. Il La-250 avrebbe dovuto caricare due missili "275" semi-racchiusi nella parte interna della fusoliera, disposti in tandem.
Il primo volo ebbe luogo il 16 luglio 1956 e il prototipo era pilotato da Andrei G. Kochetkov. Problemi con il radar K-15U e il motore Klimov VK-9 portarono a un radicale cambiamento del progetto iniziale, portando all'utilizzo del radar K-15M e, più importante, la sostituzione del motore con un assai meno potente Lyulka AL-7F. Questo determinò la necessità di sostituire il missile "275" con il più leggero "275A" (curiosamente, nonostante il peso totale fosse diminuito a soli 800 kg, il peso della testata salì a 140 kg). Il nuovo modello, con fusoliera dalle dimensioni ridotte e ala a delta invece dell'ala a freccia, fu chiamato La-250A.
I missili "275" sarebbero ora stati trasportati su piloni subalari. La carlinga più leggera non permetteva comunque l'utilizzo dei motori meno potenti e le prestazioni prospettate erano inferiori a quelle del La-250 originale. Mentre era occupato a riprogettare l'aereo, l'OKB Lavochkin doveva anche sviluppare varianti del missile "275" - la variante con radar semi attivo "277", la variante ad armamento nucleare "279" e la variante spinta da propellente solido "280". Il primo prototipo del La-250A fu finalmente completato il 16 giugno 1956.
I test di volo furono ricchi di incidenti causati da problemi nel sistema di boost idraulico, dal carrello d'atterraggio, così come dalla scarsa visibilità frontale (problema che venne corretto con l'adozione di un nuovo muso che garantiva un abitacolo più ampio). Il La-250A fece un singolo volo di prova nel 1956, solo sei nel 1957 e appena quattordici voli nel 1958. Frustrata dalla mancanza di progressi, l'aeronautica sovietica fermò i lavori sul sistema K-15 nel 1959. L'esperienza accumulata con il K-15 fu utilizzata per lo sviluppo di nuovi requisiti di sistema per gli intercettori che portarono al Tupolev Tu-28.
Il difficile e complesso sviluppo del La-250 fu contrapposto in Occidente dagli altrettanto complicati progetti della Convair riguardo ai caccia intercettori con ala a delta F-102 Delta Dagger e F-106 Delta Dart, che comunque riuscirono a diventare dei sistemi d'arma operativi.

## Utilizzatori
Unione Sovietica
- Sovetskie Voenno-vozdušnye sily

## Esemplari sopravvissuti
Uno dei prototipi Lavochkin La-250A è visibile al Museo centrale della Federazione Russa delle aeronautiche militari a Monino, vicino a Mosca, Russia.

## Aeroplani comparabili
- McDonnell F-101 Voodoo
- Convair F-106 Delta Dart
- [[File:

Flag of the Soviet Union (1936 – 1955).svg|class=noviewer|
Unione Sovietica (bandiera)|border|20x16px]] Yakovlev Yak-28
- [[File:

Flag of the Soviet Union (1936 – 1955).svg|class=noviewer|
Unione Sovietica (bandiera)|border|20x16px]] Tupolev Tu-28

### Annotazioni
1. ↑  Анаконда era una designazione non ufficiale.

### Fonti
1. ↑  Ла-250 in Уголок неба.
2. ↑   Archiviato il 6 giugno 2016 in Internet Archive. Monino home page.